# Emmanuel Baillon
Pour les articles homonymes, voir Baillon.
Jean François Emmanuel Baillon, né le 25 juillet 1742 à Montreuil et mort à Abbeville le 24 octobre 1801 (2 brumaire an X), était un naturaliste français, avocat et bailli de Waben.

## Biographie
Emmanuel Baillon est connu en tant que naturaliste, taxidermiste, botaniste.
Cet avocat eut une correspondance active avec Buffon (1707-1788) et lui fournit de nombreux matériaux, notamment des oiseaux marins et aquatiques, aujourd'hui au muséum national d'histoire naturelle de Paris, préparés par lui. Son fils est le naturaliste Louis Antoine François Baillon (1778-1855). 
Emmanuel Baillon est l'un des fondateurs de la Société d'Emulation d'Abbeville. 
Il s'est marié avec Marie Anne Thérèse Antoinette Clabaut-Bauclar le 17 juillet 1776.

## Travaux
Emmanuel Baillon est l'auteur de la première description des bernaches (Branta) qui à l'automne quittent les terres du Nord où elles se sont reproduites et hivernent sur les plages européennes de la mer Baltique à la Mer du Nord.
Il a fait progresser les connaissances en physiologie végétale.
Il a empaillé de nombreux oiseaux des côtes de Picardie et de l'Océan Atlantique. Plusieurs de ses collections ont été transférées au Muséum national d'histoire naturelle de Paris dont il était un actif correspondant.
L'Assemblée nationale constituante, réunie de 1789 à 1791, prime un de ses mémoires sur le dépérissement des bois et les moyens d'y remédier.
En 1791, la Société d'agriculture de Paris insère dans un de ses bulletins un travail de Baillon sur les sables mouvants des côtes du département du Pas-de-Calais.
Emmanuel Baillon est encore connu pour avoir amélioré la méthode de fixation des dunes françaises, action qui faisait l'objet de travaux depuis le début du XVIIIe siècle sur les côtes de Gascogne. Il a proposé de constituer une sorte de tapis végétal qui peut préparer à la plantation d'arbres fixateurs. À cette fin, il proposa l'oyat dont les racines nombreuses et rayonnant jusqu'à 8 à 10 mètres de leur point de départ permettent de fixer puis d'assécher les sables mouvants  et enfin d'y faire pousser des arbres.